# Coonhound preto e castanho
O coonhound preto e castanho[Nota] (em inglês:  Black and Tan Coonhound) é uma raça de cães norte-americana utilizada para caça e faro. É o coonhound mais popular de todos, comum principalmente na zona rural da costa leste dos Estados Unidos. Considerado barulhento e amigável, descende dos grandes cães franceses, irlandeses e ingleses. Perito na capacidade que tem de emitir sons, muda o tom de "sua voz" quando está farejando, para quando está encurralando uma presa, em particular guaxinins e gambás. Podendo pesar 34 kg, tem seu adestramento considerado mediano.